# Овражне (Томський район)
Овра́жне (рос. Овражное) — присілок у складі Томського району Томської області, Росія. Входить до складу Богашовського сільського поселення.

## Населення
Населення — 22 особи (2010; 9 у 2002).
Національний склад (станом на 2002 рік):
- росіяни — 89 %